# I Have Never Seen
I Have Never Seen – dziesiąty singel Namie Amuro. Wydano go 23 grudnia 1998. Przez trzynaście tygodni trwania rankingu Oricon sprzedano 657 250 kopii. Singel był dużym sukcesem - znalazł się na #1 pozycji w Oriconie. Utwór I Have Never Seen znalazł się na ścieżce dźwiękowej do serialu Yonige Yamotoho (Lot Nocą).

## Lista utworów
| 1. | I Have Never Seen (Single Mix)        | 4:46  |
|    |                                       |       |
| 2. | I Have Never Seen (With Her Soul Mix) | 5:34  |
|    |                                       |       |
| 3. | I Have Never Seen (Instrumental)      | 4:43  |
|    |                                       |       |
|    |                                       | 15:03 |
|    |                                       |       |

## Personel
- Namie Amuro – wokal
- Yuko Kawai – wokal wspierający
- David Lawson – wokal wspierający
- Minako Obata – wokal wspierający
- Kenji Sano – wokal wspierający
- Kazuhiro Matsuo – gitara

## Produkcja
- Producenci – Tetsuya Komuro
- Aranżacja – Tetsuya Komuro
- Miksowanie – Ken Kessie
- Remiksowanie - Urban Soul

## Oricon
| Diagram                                                    | Pozycja |
| ---------------------------------------------------------- | ------- |
| Dzienny diagram Oricon (w pierwszym dniu sprzedaży)        | #1      |
| Tygodniowy diagram Oricon (w pierwszym tygodniu sprzedaży) | #1      |
| Miesięczny diagram Oricon (w pierwszym miesiącu sprzedaży) | #2      |
| Roczny diagram Oricon                                      | #29     |